# Quarkus
Quarkus ist ein full-stack, Kubernetes-natives Java-Framework, zugeschnitten auf OpenJDK HotSpot und GraalVM. Im Vergleich zu anderen Frameworks, wie beispielsweise Spring, bietet es einen geringen Speicherverbrauch und eine sehr geringe Startzeit.
Es ermöglicht die Nutzung von imperativem Code und reaktiver Programmierung. Quarkus sorgte dafür, dass die Weiterentwicklung des Softwareprojekts Thorntail (bzw. WildFly-Swarm) eingestellt wurde.